# Fritz Diettrich
Fritz Diettrich (* 28. Januar 1902 in Dresden; † 19. März 1964 in Göttingen) war ein deutscher Schriftsteller.

## Leben

### Herkunft und Jugend
Fritz Diettrich wurde als zweites Kind eines Kaufmannes geboren und wuchs als Einzelkind auf, da seine Schwester bereits vor seiner Geburt an den Folgen eines Verkehrsunfalls starb. Mit 16 Jahren begann er Gedichte zu schreiben, welche er ab 1920 auch in Lesungen öffentlich vortrug. Die zeitgenössische Kritik sah in ihm ein heranwachsendes hoffnungsvolles Talent. Diettrich selbst distanzierte sich allerdings später scharf von diesen Jugendbränden (wie er sie abwertend nach dem Titel seines ersten Gedichtbandes bezeichnete).
Ab 1920 studierte er an den Universitäten Tübingen, Leipzig und Frankfurt einige Semester Germanistik, Philosophie und Theaterwissenschaft, und heiratete bereits im Alter von 20 Jahren  seine Jugendfreundin Gertrud Stolze, mit der ihn bis zu ihrem Tode eine jahrzehntelange harmonische Ehe verband. Seit seiner Heirat war Diettrich dank des von seinem Vater ererbten Vermögens in der Lage, als freier Schriftsteller ausschließlich seinem literarischen Schaffen zu leben.

### Der junge Autor
Im Jahr 1925 unternahm Diettrich zwei ausgedehnte Reisen, welche ihn für mehrere Monate einerseits nach Frankreich und andererseits nach Sizilien führten, und durch ihre Begegnung mit dem kulturellen Erbe der Antike für sein künftiges Schaffen große Bedeutung hatten. Die bisherige Sturm- und Drang-Periode seiner frühen Gedichte und Aufsätze wich einer kritischen Stellung zur damaligen Kultur Europas und Amerikas, der er das Geisteslebens Asiens gegenüberstellte, welche in einer Reihe von Aufsätzen unter dem Titel Asiens europäische Sendung gipfelten. Diettrich neigt darin einem religiösen Sozialismus zu, der Autor stand  damals auch in Kontakt mit Martin Buber und Mahatma Gandhi.
Die zunehmende dichterische Kraft wurde von vielen Seiten anerkannt, Diettrichs Gedichte fanden in zahlreichen Anthologien und literarischen Zeitschriften Aufnahme, in der Pariser Revue d'Allemagne auch in französischer Übersetzung – Diettrich galt als eines der vielversprechendsten Talente unter den jüngeren Dichtern Deutschlands. Neben seinem eigenen dichterischen Schaffen schrieb Diettrich von 1928 bis 1925 regelmäßig umfangreiche Lyrikrezensionen für die Zeitschrift Die Literatur und gehörte zu den Mitarbeitern der Revue d'Allemagne und der Cahiers Luxenbourgeois.
Die Bekanntschaft mit dem von ihm hochverehrten Theodor Däubler, welchen er in Dresden vielfach traf, war für die literarische Entwicklung Diettrichs von entscheidender Bedeutung. Beide Dichter verband eine tiefe Liebe zu Kultur und Geisteswelt der Antike, die in beider Werk unverkennbare Spuren hinterlassen hat. Auch Rudolf Alexander Schröder und andere, ungefähr gleichaltrige Autoren wie z. B. Georg Britting, Günter Eich, Peter Huchel, Horst Lange, Elisabeth Langgässer, Oda Schaefer oder Guido Zernatto, welche er über seine Teilnahme an der Zeitschrift Die Kolonne kennenlernte, beeinflussten sein Schaffen.
Bereits ab 1926 gehörte er über Vermittlung von Ernst Hardt, der das bedeutende Vortragstalent Diettrichs früh erkannt hatte, zu den regelmäßigen Mitarbeitern des Rundfunks, dem er zeitlebens mit zahllosen Vorträgen und Lesungen eng verbunden blieb.
Die Machtergreifung Hitlers hinterließ in seinem Werk keine erkennbaren Spuren. Wohl täuschte sich Diettrich in den ersten Monaten von Hitlers Kanzlerschaft wie viele andere deutsche Intellektuelle über dessen Ziele und Vorstellungen, doch beim sogenannten „Röhmputsch“ erkannte er seinen Irrtum und nahm Kontakt mit einigen Vertretern des George-Kreises (u. a. Wolfgang Frommel und Harro Siegel) auf. Wegen seines Essays Griechischer und christlicher Agon wurde er bereits 1935 in der SS-Zeitung Das Schwarze Korps angegriffen und als „Bolschewist“ bezeichnet. Bereits angesetzte Theaterpremieren wurden daraufhin abgesetzt, doch konnte der Autor zunächst weiter publizieren und war noch mit Dichterlesungen auf Schallplatten erhältlich.

### Zweiter Weltkrieg und Nachkriegszeit
Ab Herbst 1941 wurde über Diettrich ein Publikationsverbot verhängt und der Autor zur Wehrmacht eingezogen, zunächst als Schütze, dann als Sanitäter und Verwundetensportleiter. Da er im Rahmen der Wehrbetreuung in den Kriegslazaretten Lesungen veranstaltete, wurde er als „politisch unzuverlässig“ wieder an die Front versetzt. Gegen Ende des Krieges geriet Diettrich in sowjetische Kriegsgefangenschaft und verbrachte fast drei Jahre in sibirischen Gefangenenlagern. Bei seiner Rückkehr im September 1947 fand Diettrich seine Heimatstadt Dresden, wie auch sein eigenes Haus und Habe größtenteils zerstört und vernichtet und erfuhr, dass im Oktober 1946 sein einziger Sohn unter der Beschuldigung, Spionage für die USA betrieben zu haben, in Dresden verhaftet worden und später in einem Lager in Mühlberg gestorben war.
Nach einem mehrmonatigen Aufenthalt in einem Heimkehrerlazarett übersiedelte Diettrich im Februar 1948 zu seiner Frau nach Kassel, von dort bald nach Ravensburg, wo er eine rege literarische und Vortragstätigkeit entfaltete. 1955 nach Kassel zurückgekehrt, entstanden seine bedeutenden Nachdichtungen des Properz, Catull, Tibull und Ausonius. 1958 starb seine Gattin, in zweiter Ehe heiratete Diettrich 1959 Alwine Vorndamme, dieser Ehe entstammt eine Tochter.
In den letzten Jahren seines Lebens von den Anzeichen einer Parkinson-Erkrankung gezeichnet, starb Diettrich unvermutet am 19. März 1964 an den Folgen einer Embolie nach einer Operation in einer Göttinger Klinik.

## Künstlerisches Schaffen
Diettrich schrieb bereits 1931 als Programmatik seines Schaffens, der Dichter werde ein Seher, das L'art pour l'art der Jahrhundertwende mache einer prophetischen Poesie Platz. Diettrich sah sich mitten im 20. Jahrhundert verpflichtet, die prägenden Kräfte des Abendlandes, Antike und Christentum, wieder lebendig zu machen. Das Wort war für ihn „Lichtträger des Geistes“, seine Aufgabe sei „der Stimme vom Sinai her und der Blitze vom Olymp zu achten“.
Im Lauf von Diettrichs Schaffen verschmelzen antike Lebensbejahung und ein tief gefühltes Christentum mit Betonung auf dem lutherischen Protestantismus, dem der Autor seit Geburt eng verbunden war, doch ohne sektiererische Konfessionalität. Diettrich ist ein Meister nicht nur der gebundenen Sprache, sondern auch der Prosa, in welcher er sich durch gedanklich wie formal konzentrierte Aphorismen auszeichnet.
Als Nachdichter kommt ihm eine besondere Bedeutung zu, die der Rudolf Alexander Schröders auf diesem Gebiet kaum nachsteht. Die Nachdichtung ist für ihn keine ängstlich-schulmeisterliche „Übersetzung“, sondern eine dichterische Neuschöpfung, die Sinn und Geist über den Buchstaben stellt (was Diettrich auch Kritik seitens der Philologen eingetragen hat).

## Auszeichnungen und Ehrungen
1929 Ehrengabe der Johannes-Fastenrath-Stiftung, Köln

## Werke
- Gedichte. Dresden, Wolfgang Jess Verlag, 1930.
- Stern überm Haus. Gedichte und Legenden. Dresden, Wolfgang Jess Verlag, 1932.
- Paris. Ein Zeitgedicht. Dresden, Wolfgang Jess Verlag, 1933.
- Der attische Bogen. Dichtungen. Dresden, Wolfgang Jess Verlag, 1934.
- Der Schmied von Gent. Ein Spiel in deutschen Reimen. Berlin, Theaterverlag Langen-Müller, 1935.
- Mythische Landschaften. Hymnen. Hamburg, H. Ellermann Verlag, 1936.
- Das Gastgeschenk. Ausgewählte Gedichte. Leipzig, Paul List Verlag, 1937.
- Reigen des Jahres. Hamburg, H. Ellermann Verlag, 1938.
- Die Vögel des Aristophanes. Nachdichtung. Frankfurt/Main, Bauersche Gießerei, 1940.
- Hirtenflöte. (2. vermehrte Auflage der »Gedichte«). Kassel, Bärenreiter-Verlag, 1940.
- Güter der Erde. Oden. Kassel, Bärenreiter-Verlag, 1940.
- Der Flügel des Daidalos. Tragödie. Kassel, Bärenreiter-Verlag, 1941.
- Thermopylae. Dramatisches Gedicht. Kassel, Bärenreiter-Verlag, o. J., bei der Zerstörung Kassels verbrannt
- Sonette. Kassel, Bärenreiter-Verlag, 1948
- Aus wachsamem Herzen. Gedichte. Kassel, Bärenreiter-Verlag, 1948.
- Zug der Musen. Oden. Kassel, Bärenreiter-Verlag, 1948.
- Mit fremdem Saitenspiel. Nachdichtungen. Kassel und Basel, Bärenreiter-Verlag, 1949.
- Gesänge der Einkehr (aus den Jahren 1941-43). Kassel und Basel, Bärenreiter-Verlag, 1949.
- Philemon und Baucis. Sechs Gesänge. Basel, Bärenreiter-Verlag, 1950.
- Der Lichtgott singt. Ein Bogen Gedichte. Düsseldorf-Köln, E. Diederichs Verlag, 1951
- Denkzettel. 555 Aphorismen Kassel und Basel, Bärenreiter-Verlag, 1953
- Properz: die Liebesgedichte. Düsseldorf-Köln, E. Diederichs Verlag, 1958
- Adams Nachfahr. Geistliche Gedichte. Berlin, Evang.Verlagsanstalt, 1959
- Im glücklichen Dresden. Berlin, Evang.Verlagsanstalt, 1962.
- Werke in drei Bänden. Göttingen, Sachse & Pohl Verlag, 1963–65.